# Kevin Thompson
Kevin Lamont Thompson (Winston-Salem, 7 febbraio 1971) è un ex cestista statunitense.

## Carriera
È stato selezionato dai Portland Trail Blazers al secondo giro del Draft NBA 1993 (48ª scelta assoluta).